# Lagisca peracuta
Lagisca peracuta är en ringmaskart som beskrevs av McIntosh 1885. Lagisca peracuta ingår i släktet Lagisca och familjen Polynoidae. Inga underarter finns listade i Catalogue of Life.